# موسى روبنسون
موسى روبنسون (بالإنجليزية: Moses Robinson)‏ هو قاضي ومحامي وسياسي أمريكي، ولد في 22 مارس 1741 في الولايات المتحدة، وتوفي في 26 مايو 1813 في بينينغتون في الولايات المتحدة. حزبياً، نشط في Anti-Administration party ‏ والحزب الجمهوري الديمقراطي. وقد انتخب حاكم الدولة جمهورية فيرمونت (1789 – 1790) وانتخب عضو مجلس نواب فيرمونت وانتخب عضو مجلس الشيوخ الأمريكي.